# Parazenen
Parazenen (Parazenidae) zijn een familie van straalvinnige vissen uit de orde van Zonnevisachtigen (Zeiformes).

## Onderfamilies en geslachten
- Onderfamilie: Parazeninae
  - Parazen
- Onderfamilie: Cyttopsinae
  - Cyttopsis T. N. Gill, 1862
  - Stethopristes C. H. Gilbert, 1905